# فرانثيسكو ييرا بلانكو
فرانثيسكو ييرا بلانكو (بالإسبانية: Francisco Llera Blanco، ولد في 18 يناير 1981، رايباديسيا، أستورياس، إسبانيا) رياضي إسباني. يتنافس في رياضة كانو- كاياك (الكانوي)، يتخصص في سباق الكاياك (Kayak).
حصل على ميداليتين ذهبيتين في بطولات العالم للكانو كاياك.

## إنجازاته

### بطولة العالم للكانو كاياك (الكانوي)
- 2009 دارتموث  كندا:  ميدالية ذهبية في سباق الكاياك «كي 1» لمسافة 4×200 متر تتابع.
- 2010 بوزنان  بولندا:  ميدالية ذهبية في سباق الكاياك «كي 1» لمسافة 4×200 متر تتابع.

### بطولة أوروبا للكانو كاياك (الكانوي)
- 2009 براندنبورغ  ألمانيا:  ميدالية برونزية في سباق الكاياك «كي 1» لمسافة 4×200 متر تتابع.

## روابط خارجية
- فرانثيسكو ييرا بلانكو على موقع أوليمبيديا (الإنجليزية)